# Serie A1 i volleyboll 2020–2021
Serie A1 2020-2021  utspelade sig mellan 19 september 2020 och 20 april 2021. Tretton italienska klubblag deltog i turneringen och segern gick för fjärde gången, tredje gången i rad, till Imoco Volley . 

## Reglemente

### Upplägg
Lagen spelade mot samtliga övriga lag, med hemma- och bortamatcher, vilket resulterade i totalt tjugosex spelomgångar
- De första tolv lagen klassificerade sig för att delta i mästerskapets slutspel.
- Lag 1-4 gick in i kvartsfinalrundan av slutspelade medan lag 5-12 först spelade åttondelsfinal
- Alla slutspelsmatcher spelades först till två vunna matcher
- Det sist placerade laget flyttades ner till  Serie A2 [3].

### Rankningskriterier
Om slutresultatet blev 3-0 eller 3-1 tilldelades 3 poäng till det vinnande laget och 0 till det förlorande laget, om slutresultatet blev 3-2 tilldelades 2 poäng till det vinnande laget och 1 till det förlorande laget. 
Rankningsordningen definierades utifrån:
- Poäng
- Antal vunna matcher
- Kvot vunna / förlorade set
- Kvot vunna / förlorade poäng.

## Deltagande lag
Tretton lag deltog i Serie A1 2020-21-mästerskapet. Två lag som kvaliferat sig, Filottrano och VolAlto 2.0 Caserta, deltog inte. Filottrano avsade sig registrering, medan VolAlto Caserta inte levde upp till de ekonomiska krav som finns . Trentino Rosa fick den första platsen, medan den andra inte tillsattes . 
| Klubb                                        | Ort                         | Arena                  | Föregående säsong        |
| -------------------------------------------- | --------------------------- | ---------------------- | ------------------------ |
| AGIL Volley                                  | Novara                      | PalaTerdoppio          | 3                        |
| Volley Bergamo                               | Bergamo                     | Palazzetto dello sport | 8                        |
| Volleyball Casalmaggiore                     | Casalmaggiore               | PalaRadi               | 6                        |
| Chieri '76 Volleyball                        | Chieri                      | PalaMaddalene          | 7                        |
| Cuneo Granda Volley                          | Cuneo                       | PalaCastagnaretta      | 10                       |
| Imoco Volley                                 | Conegliano                  | PalaVerde              | 1                        |
| Volley Millenium Brescia                     | Brescia                     | PalaGeorge             | 11                       |
| Unione Sportiva Pro Victoria Pallavolo Monza | Monza                       | Palazzetto dello Sport | 5                        |
| Azzurra Volley San Casciano                  | San Casciano in Val di Pesa | Nelson Mandela Forum   | 9                        |
| Pallavolo Scandicci Savino Del Bene          | Scandicci                   | Palazzetto dello Sport | 4                        |
| Trentino Rosa                                | Trento                      | PalaSanbapolis         | 1 Serie A2, 1:a i kvalet |
| UYBA Volley                                  | Busto Arsizio               | PalaPiantanida         | 2                        |
| Wealth Planet Perugia Volley                 | Perugia                     | PalaEvangelisti        | 13                       |

## Resultat

### Seriespel

#### Matcher
| Omgång 1        |                                    |      |                                  |
|                 |                                    |      |                                  |
| Spelledigt lag: | AGIL                               | AGIL | AGIL                             |
| 20-09           | Imoco - Casalmaggiore              | 3-1  | 23-25, 25-12, 25-15, 25-19       |
| 19-09           | Pro Victoria Monza - UYBA          | 3-1  | 25-13, 25-22, 21-25, 25-22       |
| 20-09           | Bergamo - Savino Del Bene          | 2-3  | 23-25, 25-22, 25-19, 21-25, 6-15 |
| 20-09           | San Casciano - Cuneo Granda        | 1-3  | 23-25, 25-23, 21-25, 21-25       |
| 19-09           | Wealth Planet Perugia - Chieri '76 | 0-3  | 22-25, 18-25, 20-25              |
| 20-09           | Trentino Rosa - Millenium Brescia  | 3-0  | 25-18, 26-24, 25-19              |

| Omgång 2        |                                         |            |                                   |
|                 |                                         |            |                                   |
| Spelledigt lag: | Chieri '76                              | Chieri '76 | Chieri '76                        |
| 27-09           | UYBA - Imoco                            | 0-3        | 21-25, 20-25, 23-25               |
| 27-09           | AGIL - Bergamo                          | 3-0        | 27-25, 25-20, 25-15               |
| 27-09           | Savino Del Bene - Wealth Planet Perugia | 3-1        | 17-25, 25-20, 25-22, 25-22        |
| 26-09           | Casalmaggiore - Trentino Rosa           | 1-3        | 24-26, 25-22, 21-25, 24-26        |
| 27-09           | Cuneo Granda - Pro Victoria Monza       | 3-0        | 25-22, 31-29, 25-23               |
| 27-09           | Millenium Brescia - San Casciano        | 2-3        | 25-21, 19-25, 25-18, 23-25, 12-15 |

| Omgång 3        |                                      |                   |                            |
|                 |                                      |                   |                            |
| Spelledigt lag: | Millenium Brescia                    | Millenium Brescia | Millenium Brescia          |
| 03-10           | Imoco - Savino Del Bene              | 3-0               | 25-18, 25-16, 25-21        |
| 04-10           | UYBA - Trentino Rosa                 | 3-0               | 25-23, 25-18, 25-21        |
| 20-10           | Pro Victoria Monza - San Casciano    | 3-1               | 25-20, 22-25, 25-15, 25-22 |
| 04-10           | Chieri '76 - AGIL                    | 0-3               | 20-25, 20-25, 16-25        |
| 04-10           | Bergamo - Casalmaggiore              | 0-3               | 12-25, 23-25, 18-25        |
| 04-10           | Wealth Planet Perugia - Cuneo Granda | 3-1               | 25-23, 22-25, 27-25, 25-19 |

| Omgång 4        |                                       |      |                                   |
|                 |                                       |      |                                   |
| Spelledigt lag: | UYBA                                  | UYBA | UYBA                              |
| 10-10           | Pro Victoria Monza - AGIL             | 3-1  | 26-24, 25-21, 22-25, 25-20        |
| 10-10           | Casalmaggiore - Wealth Planet Perugia | 3-0  | 25-17, 25-20, 25-17               |
| 11-10           | San Casciano - Savino Del Bene        | 0-3  | 22-25, 23-25, 19-25               |
| 10-10           | Cuneo Granda - Chieri '76             | 3-2  | 28-26, 27-29, 23-25, 25-21, 15-11 |
| 11-10           | Millenium Brescia - Imoco             | 0-3  | 15-25, 16-25, 13-25               |
| 11-10           | Trentino Rosa - Bergamo               | 3-0  | 25-20, 25-21, 25-15               |

| Omgång 5        |                                       |       |                                   |
|                 |                                       |       |                                   |
| Spelledigt lag: | Imoco                                 | Imoco | Imoco                             |
| 21-10           | Millenium Brescia - UYBA              | 1-3   | 22-25, 25-23, 16-25, 21-25        |
| 11-11           | AGIL - Cuneo Granda                   | 3-1   | 23-25, 25-14, 27-25, 25-13        |
| 14-10           | Savino Del Bene - Casalmaggiore       | 3-1   | 12-25, 25-22, 25-19, 25-19        |
| 14-10           | Chieri '76 - Pro Victoria Monza       | 3-2   | 25-15, 24-26, 25-19, 22-25, 16-14 |
| 13-10           | Bergamo - San Casciano                | 1-3   | 24-26, 16-25, 25-21, 20-25        |
| 14-10           | Trentino Rosa - Wealth Planet Perugia | 3-0   | 25-23, 25-21, 25-19               |

| Omgång 6        |                               |                    |                                  |
|                 |                               |                    |                                  |
| Spelledigt lag: | Pro Victoria Monza            | Pro Victoria Monza | Pro Victoria Monza               |
| 17-10           | AGIL - Millenium Brescia      | 3-0                | 25-18, 25-16, 25-16              |
| 18-10           | Casalmaggiore - Chieri '76    | 0-3                | 17-25, 24-26, 19-25              |
| 18-10           | San Casciano - Trentino Rosa  | 3-2                | 16-25, 25-17, 22-25, 25-12, 15-4 |
| 18-11           | Cuneo Granda - Bergamo        | 1-3                | 22-25, 25-17, 30-32, 21-25       |
| 18-10           | Wealth Planet Perugia - Imoco | 0-3                | 18-25, 15-25, 21-25              |
| 18-10           | UYBA - Savino Del Bene        | 1-3                | 23-25, 33-31, 18-25, 21-25       |

| Omgång 7        |                                 |               |                                   |
|                 |                                 |               |                                   |
| Spelledigt lag: | Casalmaggiore                   | Casalmaggiore | Casalmaggiore                     |
| 24-10           | Imoco - Pro Victoria Monza      | 3-0           | 25-16, 25-23, 25-14               |
| 18-11           | UYBA - San Casciano             | 0-3           | 15-25, 18-25, 20-25               |
| 24-10           | Savino Del Bene - AGIL          | 2-3           | 21-25, 17-25, 25-23, 25-23, 16-18 |
| 25-10           | Bergamo - Wealth Planet Perugia | 3-1           | 25-17, 25-20, 19-25, 27-25        |
| 24-10           | Millenium Brescia - Chieri '76  | 0-3           | 22-25, 19-25, 20-25               |
| 03-12           | Trentino Rosa - Cuneo Granda    | 3-0           | 25-19, 25-23, 25-18               |

| Omgång 8        |                                  |                 |                                   |
|                 |                                  |                 |                                   |
| Spelledigt lag: | Savino Del Bene                  | Savino Del Bene | Savino Del Bene                   |
| 28-10           | AGIL - Casalmaggiore             | 3-0             | 25-17, 25-18, 25-18               |
| 28-10           | Pro Victoria Monza - Bergamo     | 3-2             | 21-25, 25-14, 25-21, 27-29, 15-10 |
| 29-11           | Chieri '76 - Trentino Rosa       | 3-0             | 25-13, 25-20, 25-14               |
| 28-10           | San Casciano - Imoco             | 1-3             | 25-19, 24-26, 19-25, 17-25        |
| 28-11           | Cuneo Granda - Millenium Brescia | 3-2             | 25-20, 24-26, 20-25, 25-18, 16-14 |
| 28-11           | Wealth Planet Perugia - UYBA     | 2-3             | 23-25, 23-25, 25-17, 25-23, 12-15 |

| Omgång 9        |                                      |                       |                                   |
|                 |                                      |                       |                                   |
| Spelledigt lag: | Wealth Planet Perugia                | Wealth Planet Perugia | Wealth Planet Perugia             |
| 01-11           | Imoco - Cuneo Granda                 | 3-0                   | 25-11, 25-10, 25-16               |
| 09-02           | UYBA - Casalmaggiore                 | 3-0                   | 25-18, 25-22, 25-15               |
| 31-10           | Pro Victoria Monza - Savino Del Bene | 3-2                   | 25-21, 22-25, 25-13, 19-25, 15-10 |
| 31-10           | Chieri '76 - San Casciano            | 3-1                   | 21-25, 25-22, 25-18, 25-19        |
| 01-11           | Millenium Brescia - Bergamo          | 3-1                   | 23-25, 25-15, 25-21, 25-16        |
| 18-11           | Trentino Rosa - AGIL                 | 1-3                   | 25-23, 14-25, 17-25, 22-25        |

| Omgång 10       |                                    |              |                                  |
|                 |                                    |              |                                  |
| Spelledigt lag: | San Casciano                       | San Casciano | San Casciano                     |
| 13-01           | UYBA - Chieri '76                  | 0-3          | 23-25, 25-27, 22-25              |
| 04-11           | Casalmaggiore - Millenium Brescia  | 3-2          | 25-21, 22-25, 20-25, 25-15, 15-9 |
| 04-11           | Bergamo - Imoco                    | 0-3          | 14-25, 19-25, 17-25              |
| 25-11           | Savino Del Bene - Cuneo Granda     | 3-0          | 25-13, 25-10, 25-17              |
| 05-12           | Wealth Planet Perugia - AGIL       | 0-3          | 18-25, 21-25, 12-25              |
| 25-11           | Trentino Rosa - Pro Victoria Monza | 0-3          | 18-25, 18-25, 23-25              |

| Omgång 11       |                                           |              |                                   |
|                 |                                           |              |                                   |
| Spelledigt lag: | Cuneo Granda                              | Cuneo Granda | Cuneo Granda                      |
| 09-11           | Imoco - Trentino Rosa                     | 3-1          | 25-9, 25-17, 20-25, 25-17         |
| 08-11           | AGIL - San Casciano                       | 3-2          | 24-26, 25-20, 25-14, 22-25, 15-13 |
| 27-01           | Savino Del Bene - Chieri '76              | 2-3          | 25-22, 27-25, 20-25, 19-25, 7-15  |
| 07-11           | Casalmaggiore - Pro Victoria Monza        | 2-3          | 23-25, 25-20, 25-16, 24-26, 13-15 |
| 08-11           | Bergamo - UYBA                            | 3-2          | 24-26, 28-26, 25-23, 18-25, 15-10 |
| 08-11           | Millenium Brescia - Wealth Planet Perugia | 2-3          | 21-25, 18-25, 25-19, 25-17, 13-15 |

| Omgång 12       |                                        |               |                                   |
|                 |                                        |               |                                   |
| Spelledigt lag: | Trentino Rosa                          | Trentino Rosa | Trentino Rosa                     |
| 14-11           | AGIL - Imoco                           | 0-3           | 18-25, 14-25, 16-25               |
| 15-11           | Savino Del Bene - Millenium Brescia    | 3-2           | 25-13, 22-25, 25-18, 14-25, 15-13 |
| 15-11           | Pro Victoria Monza - W. Planet Perugia | 3-1           | 26-28, 25-20, 25-23, 25-21        |
| 05-12           | Chieri '76 - Bergamo                   | 3-0           | 25-17, 25-17, 25-17               |
| 14-11           | San Casciano - Casalmaggiore           | 3-0           | 25-12, 32-30, 25-21               |
| 15-11           | Cuneo Granda - UYBA                    | 3-2           | 25-23, 18-25, 26-24, 25-27, 15-10 |

| Omgång 13       |                                        |         |                            |
|                 |                                        |         |                            |
| Spelledigt lag: | Bergamo                                | Bergamo | Bergamo                    |
| 24-11           | Imoco - Chieri '76                     | 3-1     | 25-21, 24-26, 25-19, 25-18 |
| 21-11           | UYBA - AGIL                            | 0-3     | 27-29, 16-25, 15-25        |
| 21-11           | Casalmaggiore - Cuneo Granda           | 3-0     | 25-22, 31-29, 28-26        |
| 21-11           | Millenium Brescia - Pro Victoria Monza | 0-3     | 15-25, 19-25, 21-25        |
| 21-11           | Wealth Planet Perugia - San Casciano   | 3-1     | 26-24, 16-25, 29-27, 25-9  |
| 21-11           | Trentino Rosa - Savino Del Bene        | 0-3     | 21-25, 27-29, 21-25        |

| Omgång 14       |                                    |      |                                   |
|                 |                                    |      |                                   |
| Spelledigt lag: | AGIL                               | AGIL | AGIL                              |
| 16-12           | Casalmaggiore - Imoco              | 1-3  | 16-25, 16-25, 25-23, 18-25        |
| 17-02           | UYBA - Pro Victoria Monza          | 3-0  | 25-22, 25-23, 25-22               |
| 17-02           | Savino Del Bene - Bergamo          | 3-0  | 25-15, 25-19, 25-20               |
| 16-12           | Cuneo Granda - San Casciano        | 3-0  | 25-20, 25-23, 25-23               |
| 10-02           | Chieri '76 - Wealth Planet Perugia | 2-3  | 23-25, 25-22, 26-24, 22-25, 11-15 |
| 16-12           | Millenium Brescia - Trentino Rosa  | 2-3  | 23-25, 25-20, 22-25, 28-26, 12-15 |

| Omgång 15       |                                         |            |                                   |
|                 |                                         |            |                                   |
| Spelledigt lag: | Chieri '76                              | Chieri '76 | Chieri '76                        |
| 24-12           | Imoco - UYBA                            | 3-0        | 25-16, 25-16, 28-26               |
| 23-12           | Bergamo - AGIL                          | 0-3        | 20-25, 18-25, 22-25               |
| 20-01           | Wealth Planet Perugia - Savino Del Bene | 1-3        | 16-25, 25-23, 18-25, 21-25        |
| 18-02           | Trentino Rosa - Casalmaggiore           | 3-2        | 16-25, 25-23, 12-25, 25-19, 15-10 |
| 13-01           | Pro Victoria Monza - Cuneo Granda       | 3-1        | 25-19, 25-21, 22-25, 25-21        |
| 07-03           | San Casciano - Millenium Brescia        | 1-3        | 25-20, 20-25, 23-25, 21-25        |

| Omgång 16       |                                      |                   |                                   |
|                 |                                      |                   |                                   |
| Spelledigt lag: | Millenium Brescia                    | Millenium Brescia | Millenium Brescia                 |
| 13-01           | Savino Del Bene - Imoco              | 0-3               | 22-25, 20-25, 15-25               |
| 28-01           | Trentino Rosa - UYBA                 | 0-3               | 14-25, 16-25, 19-25               |
| 17-01           | San Casciano - Pro Victoria Monza    | 0-3               | 17-25, 17-25, 20-25               |
| 19-12           | AGIL - Chieri '76                    | 3-0               | 25-22, 26-24, 25-21               |
| 20-12           | Casalmaggiore - Bergamo              | 3-2               | 29-27, 25-19, 20-25, 17-25, 15-9  |
| 17-02           | Cuneo Granda - Wealth Planet Perugia | 2-3               | 22-25, 25-17, 25-20, 24-26, 13-15 |

| Omgång 17       |                                       |      |                                  |
|                 |                                       |      |                                  |
| Spelledigt lag: | UYBA                                  | UYBA | UYBA                             |
| 20-01           | AGIL - Pro Victoria Monza             | 0-3  | 23-25, 23-25, 22-25              |
| 03-02           | Wealth Planet Perugia - Casalmaggiore | 0-3  | 18-25, 21-25, 17-25              |
| 10-02           | Savino Del Bene - San Casciano        | 3-1  | 25-14, 25-17, 24-26, 25-12       |
| 26-12           | Chieri '76 - Cuneo Granda             | 2-3  | 25-20, 22-25, 25-22, 17-25, 9-15 |
| 29-12           | Imoco - Millenium Brescia             | 3-0  | 25-22, 25-23, 25-17              |
| 04-03           | Bergamo - Trentino Rosa               | 2-3  | 27-25, 25-21, 19-25, 20-25, 8-15 |

| Omgång 18       |                                       |       |                                   |
|                 |                                       |       |                                   |
| Spelledigt lag: | Imoco                                 | Imoco | Imoco                             |
| 10-01           | UYBA - Millenium Brescia              | 3-1   | 25-18, 25-23, 23-25, 25-21        |
| 10-01           | Cuneo Granda - AGIL                   | 1-3   | 25-23, 16-25, 28-30, 14-25        |
| 09-01           | Casalmaggiore - Savino Del Bene       | 1-3   | 18-25, 25-17, 22-25, 21-25        |
| 10-01           | Pro Victoria Monza - Chieri '76       | 3-2   | 26-24, 22-25, 19-25, 25-21, 15-13 |
| 10-01           | San Casciano - Bergamo                | 3-1   | 25-22, 25-14, 24-26, 25-17        |
| 07-03           | Wealth Planet Perugia - Trentino Rosa | 3-1   | 21-25, 25-19, 25-18, 25-7         |

| Omgång 19       |                               |                    |                                  |
|                 |                               |                    |                                  |
| Spelledigt lag: | Pro Victoria Monza            | Pro Victoria Monza | Pro Victoria Monza               |
| 16-01           | Millenium Brescia - AGIL      | 0-3                | 19-25, 19-25, 16-25              |
| 17-01           | Chieri '76 - Casalmaggiore    | 3-0                | 25-19, 25-11, 25-19              |
| 21-02           | Trentino Rosa - San Casciano  | 2-3                | 15-25, 25-21, 31-29, 26-28, 8-15 |
| 16-01           | Bergamo - Cuneo Granda        | 3-1                | 22-25, 25-23, 25-22, 25-16       |
| 17-01           | Imoco - Wealth Planet Perugia | 3-1                | 23-25, 25-22, 25-21, 25-15       |
| 17-01           | Savino Del Bene - UYBA        | 1-3                | 27-25, 17-25, 20-25, 23-25       |

| Omgång 20       |                                 |               |                     |
|                 |                                 |               |                     |
| Spelledigt lag: | Casalmaggiore                   | Casalmaggiore | Casalmaggiore       |
| 30-01           | Pro Victoria Monza - Imoco      | 0-3           | 15-25, 20-25, 25-27 |
| 20-01           | San Casciano - UYBA             | 0-3           | 19-25, 20-25, 21-25 |
| 30-01           | AGIL - Savino Del Bene          | 3-0           | 25-22, 25-23, 25-22 |
| 31-01           | Wealth Planet Perugia - Bergamo | 0-3           | 20-25, 20-25, 18-25 |
| 31-01           | Chieri '76 - Millenium Brescia  | 3-0           | 25-13, 25-19, 25-17 |
| 31-01           | Cuneo Granda - Trentino Rosa    | 3-0           | 25-13, 25-20, 25-13 |

| Omgång 21       |                                  |                 |                                  |
|                 |                                  |                 |                                  |
| Spelledigt lag: | Savino Del Bene                  | Savino Del Bene | Savino Del Bene                  |
| 05-01           | Casalmaggiore - AGIL             | 1-3             | 19-25, 12-25, 25-22, 25-27       |
| 06-01           | Bergamo - Pro Victoria Monza     | 0-3             | 16-25, 21-25, 20-25              |
| 24-02           | Trentino Rosa - Chieri '76       | 2-3             | 25-15, 12-25, 15-25, 25-23, 8-15 |
| 06-01           | Imoco - San Casciano             | 3-0             | 25-20, 25-18, 25-11              |
| 06-01           | Millenium Brescia - Cuneo Granda | 2-3             | 25-17, 20-25, 25-20, 23-25, 7-15 |
| 06-01           | UYBA - Wealth Planet Perugia     | 3-0             | 25-20, 25-18, 26-24              |

| Omgång 22       |                                      |                       |                            |
|                 |                                      |                       |                            |
| Spelledigt lag: | Wealth Planet Perugia                | Wealth Planet Perugia | Wealth Planet Perugia      |
| 07-02           | Cuneo Granda - Imoco                 | 1-3                   | 23-25, 25-21, 18-25, 12-25 |
| 06-03           | Casalmaggiore - UYBA                 | 1-3                   | 22-25, 25-23, 20-25, 19-25 |
| 07-03           | Savino Del Bene - Pro Victoria Monza | 1-3                   | 25-20, 21-25, 19-25, 29-31 |
| 06-02           | San Casciano - Chieri '76            | 3-1                   | 23-25, 25-20, 25-21, 26-24 |
| 07-02           | Bergamo - Millenium Brescia          | 3-1                   | 25-23, 23-25, 25-23, 25-21 |
| 10-02           | AGIL - Trentino Rosa                 | 3-0                   | 25-15, 25-18, 25-14        |

| Omgång 23       |                                    |              |                                  |
|                 |                                    |              |                                  |
| Spelledigt lag: | San Casciano                       | San Casciano | San Casciano                     |
| 14-02           | Chieri '76 - UYBA                  | 2-3          | 25-15, 23-25, 25-21, 20-25, 9-15 |
| 14-02           | Millenium Brescia - Casalmaggiore  | 3-1          | 25-20, 18-25, 25-23, 25-19       |
| 14-02           | Imoco - Bergamo                    | 3-0          | 25-18, 25-14, 25-18              |
| 14-02           | Cuneo Granda - Savino Del Bene     | 1-3          | 23-25, 19-25, 25-17, 13-25       |
| 14-02           | AGIL - Wealth Planet Perugia       | 3-0          | 25-19, 27-25, 25-22              |
| 14-02           | Pro Victoria Monza - Trentino Rosa | 3-0          | 25-12, 25-17, 25-18              |

| Omgång 24       |                                           |              |                            |
|                 |                                           |              |                            |
| Spelledigt lag: | Cuneo Granda                              | Cuneo Granda | Cuneo Granda               |
| 23-01           | Trentino Rosa - Imoco                     | 0-3          | 18-25, 15-25, 17-25        |
| 29-12           | San Casciano - AGIL                       | 0-3          | 27-29, 18-25, 18-25        |
| 24-01           | Chieri '76 - Savino Del Bene              | 3-1          | 22-25, 34-32, 25-17, 25-20 |
| 23-01           | Pro Victoria Monza - Casalmaggiore        | 3-1          | 25-23, 24-26, 25-23, 25-13 |
| 24-01           | UYBA - Bergamo                            | 3-0          | 25-16, 25-18, 25-15        |
| 24-01           | Wealth Planet Perugia - Millenium Brescia | 3-1          | 25-14, 25-18, 14-25, 25-20 |

| Omgång 25       |                                           |               |                                   |
|                 |                                           |               |                                   |
| Spelledigt lag: | Trentino Rosa                             | Trentino Rosa | Trentino Rosa                     |
| 20-02           | Imoco - AGIL                              | 3-0           | 25-19, 25-22, 25-18               |
| 21-02           | Millenium Brescia - Savino Del Bene       | 2-3           | 14-25, 26-24, 25-20, 21-25, 12-15 |
| 20-02           | Wealth Planet Perugia - P. Victoria Monza | 1-3           | 20-25, 25-19, 23-25, 13-25        |
| 21-02           | Bergamo - Chieri '76                      | 1-3           | 18-25, 31-29, 20-25, 23-25        |
| 29-01           | Casalmaggiore - San Casciano              | 3-0           | 25-18, 29-27, 25-21               |
| 21-02           | UYBA - Cuneo Granda                       | 3-1           | 17-25, 25-18, 25-19, 25-15        |

| Omgång 26       |                                        |         |                                   |
|                 |                                        |         |                                   |
| Spelledigt lag: | Bergamo                                | Bergamo | Bergamo                           |
| 27-02           | Chieri '76 - Imoco                     | 1-3     | 23-25, 25-22, 23-25, 29-31        |
| 28-02           | AGIL - UYBA                            | 1-3     | 23-25, 22-25, 25-19, 17-25        |
| 27-02           | Cuneo Granda - Casalmaggiore           | 3-2     | 23-25, 25-19, 32-30, 16-25, 15-11 |
| 27-02           | Pro Victoria Monza - Millenium Brescia | 3-1     | 25-23, 20-25, 25-13, 25-22        |
| 27-02           | San Casciano - Wealth Planet Perugia   | 1-3     | 22-25, 16-25, 25-21, 19-25        |
| 28-02           | Savino Del Bene - Trentino Rosa        | 3-0     | 25-15, 25-18, 25-15               |

#### Tabell
| Pos. | Lag                                          | Pt | M  | V  | F  | SV | SF | Kvot  | BV    | BF    | Kvot  |
| ---- | -------------------------------------------- | -- | -- | -- | -- | -- | -- | ----- | ----- | ----- | ----- |
| 1.   | Imoco Volley                                 | 72 | 24 | 24 | 0  | 72 | 8  | 9,000 | 1 987 | 1 494 | 1,330 |
| 2.   | AGIL Volley                                  | 55 | 24 | 19 | 5  | 59 | 23 | 2,565 | 1 965 | 1 690 | 1,163 |
| 3.   | Unione Sportiva Pro Victoria Pallavolo Monza | 54 | 24 | 19 | 5  | 59 | 32 | 1,844 | 2 109 | 1 946 | 1,084 |
| 4.   | UYBA Volley                                  | 45 | 24 | 15 | 9  | 51 | 37 | 1,378 | 2 011 | 1 927 | 1,044 |
| 5.   | Pallavolo Scandicci Savino Del Bene          | 45 | 24 | 15 | 9  | 54 | 40 | 1,350 | 2 111 | 2 015 | 1,048 |
| 6.   | Chieri '76 Volleyball                        | 44 | 24 | 14 | 10 | 55 | 39 | 1,410 | 2 160 | 1 995 | 1,083 |
| 7.   | Cuneo Granda Volley                          | 25 | 24 | 10 | 14 | 41 | 55 | 0,745 | 2 066 | 2 195 | 0,941 |
| 8.   | Trentino Rosa                                | 24 | 24 | 8  | 16 | 33 | 55 | 0,600 | 1 727 | 2 012 | 0,858 |
| 9.   | Azzurra Volley San Casciano                  | 22 | 24 | 8  | 16 | 34 | 57 | 0,596 | 1 963 | 2 078 | 0,945 |
| 10.  | Wealth Planet Perugia Volley                 | 22 | 24 | 8  | 16 | 32 | 59 | 0,542 | 1 935 | 2 085 | 0,928 |
| 11.  | Volleyball Casalmaggiore                     | 22 | 24 | 7  | 17 | 36 | 55 | 0,655 | 1 953 | 2 058 | 0,949 |
| 12.  | Volley Bergamo                               | 21 | 24 | 6  | 18 | 30 | 60 | 0,500 | 1 851 | 2 117 | 0,874 |
| 13.  | Volley Millenium Brescia                     | 17 | 24 | 3  | 21 | 30 | 66 | 0,455 | 1 951 | 2 177 | 0,896 |

      Kvalificerade för kvartsfinal
      Kvalificerade för åttondelsfinal
      Nedflyttade till Serie A2.

### Slutspel

#### Spelträd
|  | Omgång 1 | Omgång 1                            | Omgång 1 | Omgång 1 |  |  | Kvartsfinaler | Kvartsfinaler                                | Kvartsfinaler | Kvartsfinaler                                | Kvartsfinaler |   |  | Semifinaler | Semifinaler  | Semifinaler | Semifinaler | Semifinaler |   |  | Final | Final | Final | Final | Final |  |
|  |          |                                     |          |          |  |  |               |                                              |               |                                              |               |   |  |             |              |             |             |             |   |  |       |       |       |       |       |  |
|  |          |                                     |          |          |  |  | 1             | Imoco Volley                                 | 3             | 3                                            |               |   |  |             |              |             |             |             |   |  |       |       |       |       |       |  |
|  | 9        | Azzurra Volley San Casciano         | 3        | 3        |  |  | 9             | Azzurra Volley San Casciano                  | 0             | 0                                            |               |   |  |             |              |             |             |             |   |  |       |       |       |       |       |  |
|  | 8        | Trentino Rosa                       | 1        | 2        |  |  |               |                                              |               |                                              |               |   |  | 1           | Imoco Volley | 3           | 3           |             |   |  |       |       |       |       |       |  |
|  |          |                                     |          |          |  |  |               |                                              | 5             | Pallavolo Scandicci Savino Del Bene          | 0             | 0 |  |             |              |             |             |             |   |  |       |       |       |       |       |  |
|  |          |                                     |          |          |  |  | 4             | UYBA Volley                                  | 2             | 2                                            |               |   |  |             |              |             |             |             |   |  |       |       |       |       |       |  |
|  | 12       | Volley Bergamo                      | 0        | 0        |  |  | 5             | Pallavolo Scandicci Savino Del Bene          | 3             | 3                                            |               |   |  |             |              |             |             |             |   |  |       |       |       |       |       |  |
|  | 5        | Pallavolo Scandicci Savino Del Bene | 3        | 3        |  |  |               |                                              |               |                                              |               |   |  | 1           | Imoco Volley | 3           | 3           |             |   |  |       |       |       |       |       |  |
|  |          |                                     |          |          |  |  |               |                                              |               |                                              |               |   |  |             |              | 2           | AGIL Volley | 2           | 1 |  |       |       |       |       |       |  |
|  |          |                                     |          |          |  |  | 2             | AGIL Volley                                  | 3             | 3                                            |               |   |  |             |              |             |             |             |   |  |       |       |       |       |       |  |
|  | 10       | Wealth Planet Perugia Volley        | 3        | 3        |  |  | 10            | Wealth Planet Perugia Volley                 | 1             | 1                                            |               |   |  |             |              |             |             |             |   |  |       |       |       |       |       |  |
|  | 7        | Cuneo Granda Volley                 | 1        | 0        |  |  |               |                                              |               |                                              |               |   |  | 2           | AGIL Volley  | 3           | 3           |             |   |  |       |       |       |       |       |  |
|  |          |                                     |          |          |  |  |               |                                              | 3             | Unione Sportiva Pro Victoria Pallavolo Monza | 2             | 1 |  |             |              |             |             |             |   |  |       |       |       |       |       |  |
|  |          |                                     |          |          |  |  | 3             | Unione Sportiva Pro Victoria Pallavolo Monza | 3             | 2                                            | 3             |   |  |             |              |             |             |             |   |  |       |       |       |       |       |  |
|  | 11       | Volleyball Casalmaggiore            | -        | -        |  |  | 6             | Chieri '76 Volleyball                        | 0             | 3                                            | 1             |   |  |             |              |             |             |             |   |  |       |       |       |       |       |  |
|  | 6        | Chieri '76 Volleyball               | -        | -        |  |  |               |                                              |               |                                              |               |   |  |             |              |             |             |             |   |  |       |       |       |       |       |  |

#### Resultat

##### Åttondelsfinal
| Match 1 |                                      |     |                            |
|         |                                      |     |                            |
| 21-03   | Bergamo - Savino Del Bene            | 0-3 | 18-25, 17-25, 23-25        |
| -       | Casalmaggiore - Chieri '76           | -   | inställd                   |
| 20-03   | Wealth Planet Perugia - Cuneo Granda | 3-1 | 27-25, 22-25, 25-21, 25-17 |
| 21-03   | San Casciano - Trentino Rosa         | 3-1 | 25-23, 25-21, 27-29, 25-21 |

| Match 2 |                                      |     |                                   |
|         |                                      |     |                                   |
| 24-03   | Savino Del Bene - Bergamo            | 3-0 | 25-16, 25-13, 25-20               |
| -       | Chieri '76 - Casalmaggiore           | -   | inställd                          |
| 24-03   | Cuneo Granda - Wealth Planet Perugia | 0-3 | 18-25, 17-25, 11-25               |
| 24-03   | Trentino Rosa - San Casciano         | 2-3 | 27-25, 27-25, 22-25, 21-25, 12-15 |

##### Kvartsfinal
| Match 1 |                                 |     |                                   |
|         |                                 |     |                                   |
| 27-03   | Imoco - San Casciano            | 3-0 | 25-15, 25-17, 29-27               |
| 28-03   | UYBA - Savino Del Bene          | 2-3 | 25-17, 15-25, 30-28, 21-25, 13-15 |
| 27-03   | AGIL - Wealth Planet Perugia    | 3-1 | 18-25, 25-22, 25-20, 25-17        |
| 29-03   | Pro Victoria Monza - Chieri '76 | 3-0 | 25-22, 25-20, 25-18               |

| Match 2 |                                 |     |                                   |
|         |                                 |     |                                   |
| 30-03   | San Casciano - Imoco            | 0-3 | 13-25, 20-25, 17-25               |
| 31-03   | Savino Del Bene - UYBA          | 3-2 | 22-25, 25-21, 25-22, 22-25, 15-7  |
| 31-03   | Wealth Planet Perugia - AGIL    | 1-3 | 22-25, 14-25, 25-20, 22-25        |
| 01-04   | Chieri '76 - Pro Victoria Monza | 3-2 | 25-23, 19-25, 25-20, 17-25, 15-11 |

| Match 3 |                                 |     |                            |
|         |                                 |     |                            |
| 04-04   | Pro Victoria Monza - Chieri '76 | 3-1 | 25-19, 25-22, 18-25, 25-15 |

##### Semifinal
| Match 1 |                           |     |                                   |
|         |                           |     |                                   |
| 07-04   | Imoco - Savino Del Bene   | 3-0 | 25-23, 25-16, 25-14               |
| 07-04   | AGIL - Pro Victoria Monza | 3-2 | 25-21, 23-25, 25-17, 23-25, 15-10 |

| Match 2 |                           |     |                            |
|         |                           |     |                            |
| 10-04   | Savino Del Bene - Imoco   | 0-3 | 23-25, 19-25, 15-25        |
| 10-04   | Pro Victoria Monza - AGIL | 1-3 | 25-21, 21-25, 19-25, 23-25 |

##### Final
| Match 1 |              |     |                                  |
|         |              |     |                                  |
| 17-04   | Imoco - AGIL | 3-2 | 23-25, 40-38, 26-24, 23-25, 15-9 |

| Match 2 |              |     |                            |
|         |              |     |                            |
| 20-04   | AGIL - Imoco | 1-3 | 29-31, 26-24, 18-25, 22-25 |

## Kvalificeringar
| Lag                                          | Tävling                  |
| -------------------------------------------- | ------------------------ |
| AGIL Volley                                  | Champions League 2021-22 |
| Imoco Volley                                 | Champions League 2021-22 |
| Unione Sportiva Pro Victoria Pallavolo Monza | Champions League 2021-22 |
| UYBA Volley                                  | CEV Cup 2021-22          |
| Pallavolo Scandicci Savino Del Bene          | Challenge Cup 2021-22    |
| Volley Millenium Brescia                     | Serie A2 2021-22         |

## Statistik
| Individuella poäng | Individuella poäng    | Individuella poäng | Individuella poäng |
| Pos.               | Namn                  | Poäng              | Lag                |
| ------------------ | --------------------- | ------------------ | ------------------ |
| 1                  | Camilla Mingardi      | 424                | UYBA               |
| 2                  | Rosamaria Montibeller | 408                | Casalmaggiore      |
| 3                  | Alexa Gray            | 374                | UYBA               |
| 4                  | Paola Egonu           | 369                | Imoco              |
| 5                  | Lise van Hecke        | 366                | Pro Victoria Monza |
| 6                  | Kaja Grobelna         | 359                | Chieri '76         |
| 7                  | Sylvia Nwakalor       | 352                | San Casciano       |
| 8                  | Magdalena Stysiak     | 339                | Savino Del Bene    |
| 9                  | Vittoria Piani        | 328                | Trentino Rosa      |
| 10                 | Britt Herbots         | 327                | AGIL               |

| Vunna attacker | Vunna attacker        | Vunna attacker | Vunna attacker        |
| Pos.           | Namn                  | Poäng          | Lag                   |
| -------------- | --------------------- | -------------- | --------------------- |
| 1              | Rosamaria Montibeller | 379            | Casalmaggiore         |
| 2              | Camilla Mingardi      | 364            | UYBA                  |
| 3              | Alexa Gray            | 338            | UYBA                  |
| 4              | Sylvia Nwakalor       | 318            | San Casciano          |
| 4              | Kaja Grobelna         | 318            | Chieri '76            |
| 6              | Lise van Hecke        | 314            | Pro Victoria Monza    |
| 7              | Paola Egonu           | 307            | Imoco                 |
| 8              | Vittoria Piani        | 291            | Trentino Rosa         |
| 9              | Britt Herbots         | 290            | AGIL                  |
| 10             | Serena Ortolani       | 289            | Wealth Planet Perugia |

| Vunna block | Vunna block        | Vunna block | Vunna block           |
| Pos.        | Namn               | Poäng       | Lag                   |
| ----------- | ------------------ | ----------- | --------------------- |
| 1           | Katerina Zakchaiou | 83          | Cuneo Granda          |
| 2           | Anna Danesi        | 77          | Pro Victoria Monza    |
| 3           | Alessia Mazzaro    | 68          | Chieri '76            |
| 4           | Laura Heyrman      | 65          | Pro Victoria Monza    |
| 5           | Eleonora Furlan    | 63          | Trentino Rosa         |
| 6           | Beatrice Berti     | 58          | Millenium Brescia     |
| 6           | Laura Melandri     | 58          | Casalmaggiore         |
| 8           | Nicole Koolhaas    | 55          | Wealth Planet Perugia |
| 9           | Mina Popović       | 54          | Savino Del Bene       |
| 10          | Rossella Olivotto  | 53          | UYBA                  |

| Vunna servepoäng | Vunna servepoäng      | Vunna servepoäng | Vunna servepoäng   |
| Pos.             | Namn                  | Poäng            | Lag                |
| ---------------- | --------------------- | ---------------- | ------------------ |
| 1                | Micha Hancock         | 52               | AGIL               |
| 2                | Paola Egonu           | 31               | Imoco              |
| 3                | Sofia d'Odorico       | 30               | Trentino Rosa      |
| 4                | Hanna Orthmann        | 29               | Pro Victoria Monza |
| 5                | Magdalena Stysiak     | 26               | Savino Del Bene    |
| 6                | Lise van Hecke        | 24               | Pro Victoria Monza |
| 7                | Caterina Bosetti      | 22               | AGIL               |
| 7                | Camilla Mingardi UYBA | 22               |                    |
| 9                | Francesca Bosio       | 21               | Chieri '76         |
| 10               | Sarah Fahr            | 20               | Imoco              |
| 10               | Anastasia Guerra      | 20               | San Casciano       |

Uppgifterna avser uteslutande seriespelet.